# Die Märchentante
Die Märchentante ist der Titel eines Romans von Jürg Federspiel. Er erschien erstmals 1971 im Piper Verlag.

## Inhalt
Der Roman Die Märchentante beginnt mit einem Prolog, der die Schöpfungsgeschichte parodiert. Darauf folgt die eigentliche Erzählung, die in einer Schweizer Kneipe gegen Mitternacht spielt und die Gespräche zwischen dem Kellner, Robert, einem Krawattenverkäufer, Monalisa, Herostratos, Babler und der Märchentante Irma zum Inhalt hat. Während seiner Arbeit liest der Kellner einen Maigretkrimi von Georges Simenon. Von draussen sind gerade Zivilschutzsignale zu hören. Die anderen Gäste bitten die Märchentante um ein Märchen, diese erzählt die Geschichte eines Ehepaares, in der der Ehemann eine der Zahnbürsten in die Toilette wirft. Als die Ehefrau wissen möchte, wessen Zahnbürste das war, sagt der Ehemann, er verrate dies nicht. Aus Wut ermordet die Frau ihren Mann. Bald darauf sind sich die Zuhörer einig, dass diese Geschichte kein Märchen sei, die Märchentante entgegnet ihnen, dies sei auch kein Märchen, sondern die Realität. Danach essen die Gäste Spargel und unterhalten sich dabei. Derweil ereignet sich in der Stadt eine Apokalypse durch einen Atombombenabwurf. Als die Märchentante die Kneipe verlässt, erstarrt sie wie Lots Frau zur Salzsäule.
Die Handlung der Erzählung wird immer wieder durch Gedichte, Einakter und Ausschnitte aus dem Simenon-Roman unterbrochen.

### Ausgaben
- Jürg Federspiel: Die Märchentante. Piper, München 1971 (Erstausgabe)
- Jürg Federspiel: Die Märchentante. Suhrkamp, Frankfurt am Main 1986, ISBN 3-518-37734-5